# 24 Horas de Le Mans 2021
Las 24 Horas de Le Mans 2021 fue la edición número 89 del evento automovilístico de resistencia que se realizó entre el 21 y 22 de agosto del año 2021 en el circuito de Le Sarthe, Le Mans, Francia. El evento organizado por el Automobile Club de l'Ouest, fue la cuarta cita de la temporada 2021 del Campeonato Mundial de Resistencia de la FIA. Originalmente estaba programada para los días 12 y 13 de junio, pero debido a la pandemia de COVID-19 fue pospuesta para agosto.
Fue la primera edición con los prototipos Le Mans Hypercar, que reemplazaron a los prototipos Le Mans (LMP1).
El automóvil n.º 7 de Toyota Gazoo Racing, comandado por Mike Conway, Kamui Kobayashi y José María López fue el ganador de esta edición.

## Lista de participantes
| Icono | Categoría                          |
| ----- | ---------------------------------- |
| WEC   | Campeonato Mundial de Resistencia  |
| ELMS  | European Le Mans Series            |
| ALMS  | Asian Le Mans Series               |
| WTSC  | WeatherTech SportsCar Championship |
| 24LM  | Solamente 24 Horas de Le Mans      |
| Icono | Nota                               |
| HY    | Hybrid                             |
| P2    | LMP2                               |
| PA    | Copa LMP2 Pro-Am                   |

| N.º                                   | Escudería                  | Chasis y motor             | Neu.                       | Categoría                  | Nota                       | Piloto 1                   | Piloto 2                   | Piloto 3                   |
| Hypercar (5 participantes)            | Hypercar (5 participantes) | Hypercar (5 participantes) | Hypercar (5 participantes) | Hypercar (5 participantes) | Hypercar (5 participantes) | Hypercar (5 participantes) | Hypercar (5 participantes) | Hypercar (5 participantes) |
| ------------------------------------- | -------------------------- | -------------------------- | -------------------------- | -------------------------- | -------------------------- | -------------------------- | -------------------------- | -------------------------- |
| 7                                     | Toyota Gazoo Racing        | Toyota GR010 Hybrid        | M                          | WEC                        | HY                         | Mike Conway                | Kamui Kobayashi            | José María López           |
| 8                                     | Toyota Gazoo Racing        | Toyota GR010 Hybrid        | M                          | WEC                        | HY                         | Sébastien Buemi            | Brendon Hartley            | Kazuki Nakajima            |
| 36                                    | Alpine Elf Matmut          | Alpine A480-Gibson         | M                          | WEC                        |                            | Nicolas Lapierre           | André Negrão               | Matthieu Vaxivière         |
| 708                                   | Glickenhaus Racing         | Glickenhaus 007 LMH        | M                          | WEC                        | Pipo Derani                | Franck Mailleux            | Olivier Pla                |                            |
| 709                                   | Glickenhaus Racing         | Glickenhaus 007 LMH        | M                          | WEC                        | Ryan Briscoe               | Romain Dumas               | Richard Westbrook          |                            |
| LMP2 (25 participantes)               |                            |                            |                            |                            |                            |                            |                            |                            |
| 1                                     | Richard Mille Racing Team  | Oreca 07-Gibson            | G                          | WEC                        | P2                         | Tatiana Calderón           | Sophia Flörsch             | Beitske Visser             |
| 17                                    | IDEC Sport                 | Oreca 07-Gibson            | G                          | ELMS                       | PA                         | Ryan Dalziel               | Thomas Laurent             | Dwight Merriman            |
| 20                                    | High Class Racing          | Oreca 07-Gibson            | G                          | WEC                        | PA                         | Dennis Andersen            | Marco Sørensen             | Ricky Taylor               |
| 21                                    | DragonSpeed USA            | Oreca 07-Gibson            | G                          | WEC                        | PA                         | Ben Hanley                 | Henrik Hedman              | Juan Pablo Montoya         |
| 22                                    | United Autosports USA      | Oreca 07-Gibson            | G                          | WEC                        | P2                         | Filipe Albuquerque         | Philip Hanson              | Fabio Scherer              |
| 23                                    | United Autosports          | Oreca 07-Gibson            | G                          | ELMS                       | P2                         | Wayne Boyd                 | Alex Lynn                  | Paul di Resta              |
| 24                                    | PR1 Mathiasen Motorsports  | Oreca 07-Gibson            | G                          | WTSC                       | PA                         | Gabriel Aubry              | Patrick Kelly              | Simon Trummer              |
| 25                                    | G-Drive Racing             | Aurus 01-Gibson            | G                          | ALMS                       | PA                         | Rui Andrade                | John Falb                  | Roberto Merhi              |
| 26                                    | G-Drive Racing             | Aurus 01-Gibson            | G                          | ELMS                       | P2                         | Franco Colapinto           | Roman Rusinov              | Nyck de Vries              |
| 28                                    | Jota                       | Oreca 07-Gibson            | G                          | WEC                        | P2                         | Tom Blomqvist              | Sean Gelael                | Stoffel Vandoorne          |
| 29                                    | Racing Team Nederland      | Oreca 07-Gibson            | G                          | WEC                        | PA                         | Frits van Eerd             | Giedo van der Garde        | Job van Uitert             |
| 30                                    | Duqueine Team              | Oreca 07-Gibson            | G                          | ELMS                       | P2                         | René Binder                | Tristan Gommendy           | Memo Rojas                 |
| 31                                    | Team WRT                   | Oreca 07-Gibson            | G                          | WEC                        | P2                         | Robin Frijns               | Ferdinand von Habsburg     | Charles Milesi             |
| 32                                    | United Autosports          | Oreca 07-Gibson            | G                          | ELMS                       | P2                         | Jonathan Aberdein          | Nico Jamin                 | Manuel Maldonado           |
| 34                                    | Inter Europol Competition  | Oreca 07-Gibson            | G                          | WEC                        | P2                         | Alex Brundle               | Jakub Śmiechowski          | Renger van der Zande       |
| 38                                    | Jota                       | Oreca 07-Gibson            | G                          | WEC                        | P2                         | Anthony Davidson           | António Félix da Costa     | Roberto González           |
| 39                                    | SO24-DIROB By Graff        | Oreca 07-Gibson            | G                          | ELMS                       | PA                         | Vincent Capillaire         | Arnold Robin               | Maxime Robin               |
| 41                                    | Team WRT                   | Oreca 07-Gibson            | G                          | ELMS                       | P2                         | Louis Delétraz             | Robert Kubica              | Ye Yifei                   |
| 44                                    | ARC Bratislava             | Oreca 07-Gibson            | G                          | WEC                        | PA                         | Miro Konôpka               | Matej Konôpka              | Oliver Webb                |
| 48                                    | IDEC Sport                 | Oreca 07-Gibson            | G                          | ELMS                       | P2                         | Paul-Loup Chatin           | Paul Lafargue              | Patrick Pilet              |
| 49                                    | Sashi-High Class Racing    | Oreca 07-Gibson            | G                          | 24LM                       | P2                         | Anders Fjordbach           | Jan Magnussen              | Kevin Magnussen            |
| 65                                    | Panis Racing               | Oreca 07-Gibson            | G                          | ELMS                       | P2                         | James Allen                | Julien Canal               | Will Stevens               |
| 70                                    | Realteam Racing            | Oreca 07-Gibson            | G                          | WEC                        | PA                         | Loïc Duval                 | Esteban Garcia             | Norman Nato                |
| 74                                    | Racing Team India Eurasia  | Ligier JS P217-Gibson      | G                          | ALMS                       | PA                         | Tom Cloet                  | John Corbett               | James Winslow              |
| 82                                    | Risi Competizione          | Oreca 07-Gibson            | G                          | WTSC                       | P2                         | Ryan Cullen                | Oliver Jarvis              | Felipe Nasr                |
| LMGTE Pro (8 participantes)           |                            |                            |                            |                            |                            |                            |                            |                            |
| 51                                    | AF Corse                   | Ferrari 488 GTE Evo        | M                          | WEC                        |                            | James Calado               | Alessandro Pier Guidi      | Côme Ledogar               |
| 52                                    | AF Corse                   | Ferrari 488 GTE Evo        | M                          | WEC                        | Sam Bird                   | Miguel Molina              | Daniel Serra               |                            |
| 63                                    | Corvette Racing            | Chevrolet Corvette C8.R    | M                          | WTSC                       | Nick Catsburg              | Antonio García             | Jordan Taylor              |                            |
| 64                                    | Corvette Racing            | Chevrolet Corvette C8.R    | M                          | WTSC                       | Tommy Milner               | Alexander Sims             | Nick Tandy                 |                            |
| 72                                    | Hub Auto Racing            | Porsche 911 RSR-19         | M                          | ALMS                       | Maxime Martin              | Álvaro Parente             | Dries Vanthoor             |                            |
| 79                                    | WeatherTech Racing         | Porsche 911 RSR-19         | M                          | WTSC                       | Earl Bamber                | Cooper MacNeil             | Laurens Vanthoor           |                            |
| 91                                    | Porsche GT Team            | Porsche 911 RSR-19         | M                          | WEC                        | Gianmaria Bruni            | Richard Lietz              | Frédéric Makowiecki        |                            |
| 92                                    | Porsche GT Team            | Porsche 911 RSR-19         | M                          | WEC                        | Michael Christensen        | Kévin Estre                | Neel Jani                  |                            |
| LMGTE Am (23 participantes)           |                            |                            |                            |                            |                            |                            |                            |                            |
| 18                                    | Absolute Racing            | Porsche 911 RSR-19         | M                          | 24LM                       |                            | Andrew Haryanto            | Alessio Picariello         | Marco Seefried             |
| 33                                    | TF Sport                   | Aston Martin Vantage AMR   | M                          | WEC                        | Felipe Fraga               | Ben Keating                | Dylan Pereira              |                            |
| 46                                    | Team Project 1             | Porsche 911 RSR-19         | M                          | WEC                        | Anders Buchardt            | Robby Foley                | Dennis Olsen               |                            |
| 47                                    | Cetilar Racing             | Ferrari 488 GTE Evo        | M                          | WEC                        | Roberto Lacorte            | Giorgio Sernagiotto        | Antonio Fuoco              |                            |
| 54                                    | AF Corse                   | Ferrari 488 GTE Evo        | M                          | WEC                        | Francesco Castellacci      | Giancarlo Fisichella       | Thomas Flohr               |                            |
| 55                                    | Spirit of Race             | Ferrari 488 GTE Evo        | M                          | ELMS                       | Duncan Cameron             | Matt Griffin               | Aaron Scott                |                            |
| 56                                    | Team Project 1             | Porsche 911 RSR-19         | M                          | WEC                        | Matteo Cairoli             | Riccardo Pera              | Egidio Perfetti            |                            |
| 57                                    | Kessel Racing              | Ferrari 488 GTE Evo        | M                          | ALMS                       | Scott Andrews              | Mikkel Jensen              | Takeshi Kimura             |                            |
| 60                                    | Iron Lynx                  | Ferrari 488 GTE Evo        | M                          | WEC                        | Paolo Ruberti              | Raffaele Gianmaria         | Claudio Schiavoni          |                            |
| 66                                    | JMW Motorsport             | Ferrari 488 GTE Evo        | M                          | ELMS                       | Jody Fannin                | Thomas Neubauer            | Rodrigo Sales              |                            |
| 69                                    | Herberth Motorsport        | Porsche 911 RSR-19         | M                          | ALMS                       | Rolf Bohn                  | Rolf Ineichen              | Robert Renauer             |                            |
| 71                                    | Inception Racing           | Ferrari 488 GTE Evo        | M                          | ALMS                       | Ben Barnicoat              | Brendan Iribe              | Ollie Millroy              |                            |
| 77                                    | Dempsey-Proton Racing      | Porsche 911 RSR-19         | M                          | WEC                        | Matt Campbell              | Jaxon Evans                | Christian Ried             |                            |
| 80                                    | Iron Lynx                  | Ferrari 488 GTE Evo        | M                          | ELMS                       | Matteo Cressoni            | Rino Mastronardi           | Callum Ilott               |                            |
| 83                                    | AF Corse                   | Ferrari 488 GTE Evo        | M                          | WEC                        | Nicklas Nielsen            | François Perrodo           | Alessio Rovera             |                            |
| 85                                    | Iron Lynx                  | Ferrari 488 GTE Evo        | M                          | WEC                        | Rahel Frey                 | Michelle Gatting           | Sarah Bovy                 |                            |
| 86                                    | GR Racing                  | Porsche 911 RSR-19         | M                          | WEC                        | Ben Barker                 | Tom Gamble                 | Michael Wainwright         |                            |
| 88                                    | Dempsey-Proton Racing      | Porsche 911 RSR-19         | M                          | WEC                        | Julien Andlauer            | Lance David Arnold         | Dominique Bastien          |                            |
| 95                                    | TF Sport                   | Aston Martin Vantage AMR   | M                          | ELMS                       | Ross Gunn                  | Ollie Hancock              | John Hartshorne            |                            |
| 98                                    | Aston Martin Racing        | Aston Martin Vantage AMR   | M                          | WEC                        | Marcos Gomes               | Paul Dalla Lana            | Nicki Thiim                |                            |
| 99                                    | Proton Competition         | Porsche 911 RSR-19         | M                          | ELMS                       | Vuttikhorn Inthraphuvasak  | Florian Latorre            | Harry Tincknell            |                            |
| 388                                   | Rinaldi Racing             | Ferrari 488 GTE Evo        | M                          | ALMS                       | Jeroen Bleekemolen         | Pierre Ehret               | Christian Hook             |                            |
| 777                                   | D'station Racing           | Aston Martin Vantage AMR   | M                          | WEC                        | Tomonobu Fujii             | Satoshi Hoshino            | Andrew Watson              |                            |
| Automóvil innovativo (1 participante) |                            |                            |                            |                            |                            |                            |                            |                            |
| 84                                    | Association SRT41          | Oreca 07-Gibson            | G                          | ELMS                       |                            | Takuma Aoki                | Nigel Bailly               | Matthieu Lahaye            |
| Fuentes:                              |                            |                            |                            |                            |                            |                            |                            |                            |

### Pilotos reserva
| Reserva | Clase    | N.º | Escudería          | Chasis y motor           | Neu. | Categoría | Piloto 1             | Piloto 2         | Piloto 3      |
| ------- | -------- | --- | ------------------ | ------------------------ | ---- | --------- | -------------------- | ---------------- | ------------- |
| 1.º     | LMGTE Am | 62  | AF Corse           | Ferrari 488 GTE Evo      | M    | ELMS      | Simon Mann           | Christoph Ulrich | Toni Vilander |
| 2.º     | LMP2     | 27  | Algarve Pro Racing | Oreca 07-Gibson          | G    | ELMS      | Mark Patterson       | Naveen Rao       | Bandera de ?  |
| 3.º     | LMGTE Am | 59  | Garage 59          | Aston Martin Vantage AMR | M    | ALMS      | Alexander West       | Bandera de ?     | Bandera de ?  |
| 4.º     | LMGTE Am | 61  | AF Corse           | Ferrari 488 GTE Evo      | M    | ALMS      | Francesco Piovanetti | Bandera de ?     | Bandera de ?  |
| Fuente: |          |     |                    |                          |      |           |                      |                  |               |

## Clasificación
| Pos. | Clase      | N.º | Escudería                 | Clasificación | Hiperpole  | Grilla |
| ---- | ---------- | --- | ------------------------- | ------------- | ---------- | ------ |
| 1    | Hypercar   | 7   | Toyota Gazoo Racing       | 3:26.279      | 3:23.900   | 1      |
| 2    | Hypercar   | 8   | Toyota Gazoo Racing       | 3:27.671      | 3:24.195   | 2      |
| 3    | Hypercar   | 36  | Alpine Elf Matmut         | 3:27.095      | 3:25.574   | 3      |
| 4    | Hypercar   | 708 | Glickenhaus Racing        | 3:28.256      | 3:25.639   | 4      |
| 5    | Hypercar   | 709 | Glickenhaus Racing        | 3:29.381      | 3:27.656   | 5      |
| 6    | LMP2       | 38  | JOTA                      | 3:28.807      | 3:27.950   | 6      |
| 7    | LMP2       | 41  | Team WRT                  | 3:29.441      | 3:28.470   | 7      |
| 8    | LMP2       | 65  | Panis Racing              | 3:29.508      | 3:28.586   | 8      |
| 9    | LMP2       | 26  | G-Drive Racing            | 3:29.246      | 3:28.943   | 9      |
| 10   | LMP2       | 32  | United Autosports         | 3:29.688      | 3:29.078   | 10     |
| 11   | LMP2       | 23  | United Autosports         | 3:29.830      | 3:30.027   | 11     |
| 12   | LMP2       | 28  | JOTA                      | 3:29.835      |            | 12     |
| 13   | LMP2       | 70  | Realteam Racing           | 3:29.861      |            | 13     |
| 14   | LMP2       | 24  | PR1 Motorsports Mathiasen | 3:30.123      |            | 14     |
| 15   | LMP2       | 48  | IDEC Sport                | 3:30.166      |            | 15     |
| 16   | LMP2       | 31  | Team WRT                  | 3:30.182      |            | 16     |
| 17   | LMP2       | 22  | United Autosports USA     | 3:30.234      |            | 17     |
| 18   | LMP2       | 21  | DragonSpeed USA           | 3:30.323      |            | 18     |
| 19   | LMP2       | 82  | Risi Competizione         | 3:30.418      |            | 19     |
| 20   | LMP2       | 30  | Duqueine Team             | 3:30.691      |            | 20     |
| 21   | LMP2       | 17  | IDEC Sport                | 3:30.709      |            | 21     |
| 22   | LMP2       | 29  | Racing Team Nederland     | 3:30.843      |            | 22     |
| 23   | LMP2       | 34  | Inter Europol Competition | 3:30.908      |            | 23     |
| 24   | LMP2       | 25  | G-Drive Racing            | 3:31.203      |            | 24     |
| 25   | LMP2       | 49  | High Class Racing         | 3:31.830      |            | 25     |
| 26   | LMP2       | 20  | High Class Racing         | 3:32.252      |            | 26     |
| 27   | LMP2       | 44  | ARC Bratislava            | 3:32.446      |            | 27     |
| 28   | LMP2       | 1   | Richard Mille Racing Team | 3:32.598      |            | 28     |
| 29   | Innovativo | 84  | Association SRT41         | 3:33.538      |            | 29     |
| 30   | LMP2       | 39  | SO24-DIROB By Graff       | 3:34.005      |            | 30     |
| 31   | LMP2       | 74  | Racing Team India Eurasia | 3:36.012      |            | 31     |
| 32   | LMGTE Pro  | 72  | Hub Auto Racing           | 3:47.599      | 3:46.882   | 32     |
| 33   | LMGTE Pro  | 52  | AF Corse                  | 3:46.011      | 3:47.063   | 33     |
| 34   | LMGTE Pro  | 64  | Corvette Racing           | 3:47.074      | 3:47.093   | 34     |
| 35   | LMGTE Pro  | 51  | AF Corse                  | 3:46.581      | 3:47.247   | 35     |
| 36   | LMGTE Pro  | 91  | Porsche GT Team           | 3:47.624      | 3:47.696   | 36     |
| 37   | LMGTE Pro  | 92  | Porsche GT Team           | 3:46.779      | Sin tiempo | 37     |
| 38   | LMGTE Pro  | 79  | WeatherTech Racing        | 3:47.682      |            | 38     |
| 39   | LMGTE Pro  | 63  | Corvette Racing           | 3:49.643      |            | 39     |
| 40   | LMGTE Am   | 88  | Dempsey - Proton Racing   | 3:48.620      | 3:47.987   | 40     |
| 41   | LMGTE Am   | 86  | GR Racing                 | 3:49.100      | 3:48.560   | 41     |
| 42   | LMGTE Am   | 56  | Team Project 1            | 3:49.608      | 3:48.876   | 42     |
| 43   | LMGTE Am   | 47  | Cetilar Racing            | 3:49.102      | 3:49.387   | 43     |
| 44   | LMGTE Am   | 71  | Inception Racing          | 3:49.462      | 3:49.477   | 44     |
| 45   | LMGTE Am   | 33  | TF Sport                  | 3:49.663      | 3:49.676   | 45     |
| 46   | LMGTE Am   | 80  | Iron Lynx                 | 3:49.693      |            | 46     |
| 47   | LMGTE Am   | 57  | Kessel Racing             | 3:49.715      |            | 47     |
| 48   | LMGTE Am   | 99  | Proton Competition        | 3:49.788      |            | 48     |
| 49   | LMGTE Am   | 54  | AF Corse                  | 3:49.829      |            | 49     |
| 50   | LMGTE Am   | 83  | AF Corse                  | 3:49.881      |            | 50     |
| 51   | LMGTE Am   | 77  | Dempsey - Proton Racing   | 3:49.913      |            | 51     |
| 52   | LMGTE Am   | 18  | Absolute Racing           | 3:50.016      |            | 52     |
| 53   | LMGTE Am   | 388 | Rinaldi Racing            | 3:50.018      |            | 53     |
| 54   | LMGTE Am   | 95  | TF Sport                  | 3:50.059      |            | 54     |
| 55   | LMGTE Am   | 98  | Aston Martin Racing       | 3:50.156      |            | 55     |
| 56   | LMGTE Am   | 85  | Iron Lynx                 | 3:50.314      |            | 56     |
| 57   | LMGTE Am   | 60  | Iron Lynx                 | 3:50.768      |            | 57     |
| 58   | LMGTE Am   | 777 | D'Station Racing          | 3:51.107      |            | 58     |
| 59   | LMGTE Am   | 46  | Team Project 1            | 3:51.411      |            | 59     |
| 60   | LMGTE Am   | 55  | Spirit of Race            | 3:52.088      |            | 60     |
| 61   | LMGTE Am   | 66  | JMW Motorsport            | 3:52.304      |            | 61     |
| 62   | LMGTE Am   | 69  | Herberth Motorsport       | 3:52.960      |            | 62     |

Fuente: FIA WEC.

## Carrera
| Pos     | Clase      | N.º | Equipo                    | Pilotos                                                   | Chasis                           | Neu. | Vueltas | Tiempo/Retirado       |
| Pos     | Clase      | N.º | Equipo                    | Pilotos                                                   | Motor                            | Neu. | Vueltas | Tiempo/Retirado       |
| ------- | ---------- | --- | ------------------------- | --------------------------------------------------------- | -------------------------------- | ---- | ------- | --------------------- |
| 1       | Hypercar   | 7   | Toyota Gazoo Racing       | Mike Conway Kamui Kobayashi José María López              | Toyota GR010 Hybrid              | M    | 371     | 24:00:50.768          |
| 1       | Hypercar   | 7   | Toyota Gazoo Racing       | Mike Conway Kamui Kobayashi José María López              | Toyota 3.5L V6 Twin-Turbo Hybrid | M    | 371     | 24:00:50.768          |
| 2       | Hypercar   | 8   | Toyota Gazoo Racing       | Sébastien Buemi Brendon Hartley Kazuki Nakajima           | Toyota GR010 Hybrid              | M    | 369     | +2 vueltas            |
| 2       | Hypercar   | 8   | Toyota Gazoo Racing       | Sébastien Buemi Brendon Hartley Kazuki Nakajima           | Toyota 3.5L V6 Twin-Turbo Hybrid | M    | 369     | +2 vueltas            |
| 3       | Hypercar   | 36  | Alpine Elf Matmut         | Nicolas Lapierre André Negrão Matthieu Vaxivière          | Alpine A480                      | M    | 367     | +4 vueltas            |
| 3       | Hypercar   | 36  | Alpine Elf Matmut         | Nicolas Lapierre André Negrão Matthieu Vaxivière          | Gibson GL458 4.5L V8             | M    | 367     | +4 vueltas            |
| 4       | Hypercar   | 708 | Glickenhaus Racing        | Pipo Derani Franck Mailleux Olivier Pla                   | Glickenhaus 007 LMH              | M    | 367     | +4 vueltas            |
| 4       | Hypercar   | 708 | Glickenhaus Racing        | Pipo Derani Franck Mailleux Olivier Pla                   | Pipo Moteurs 3.5L V8 Turbo       | M    | 367     | +4 vueltas            |
| 5       | Hypercar   | 709 | Glickenhaus Racing        | Ryan Briscoe Romain Dumas Richard Westbrook               | Glickenhaus 007 LMH              | M    | 364     | +7 vueltas            |
| 5       | Hypercar   | 709 | Glickenhaus Racing        | Ryan Briscoe Romain Dumas Richard Westbrook               | Pipo Moteurs 3.5L V8 Turbo       | M    | 364     | +7 vueltas            |
| 6       | LMP2       | 31  | Team WRT                  | Robin Frijns Ferdinand von Habsburg Charles Milesi        | Oreca 07                         | G    | 363     | +8 vueltas            |
| 6       | LMP2       | 31  | Team WRT                  | Robin Frijns Ferdinand von Habsburg Charles Milesi        | Gibson GK428 4.2L V8             | G    | 363     | +8 vueltas            |
| 7       | LMP2       | 28  | Jota                      | Tom Blomqvist Sean Gelael Stoffel Vandoorne               | Oreca 07                         | G    | 363     | +8 vueltas            |
| 7       | LMP2       | 28  | Jota                      | Tom Blomqvist Sean Gelael Stoffel Vandoorne               | Gibson GK428 4.2L V8             | G    | 363     | +8 vueltas            |
| 8       | LMP2       | 65  | Panis Racing              | James Allen Julien Canal Will Stevens                     | Oreca 07                         | G    | 362     | +9 vueltas            |
| 8       | LMP2       | 65  | Panis Racing              | James Allen Julien Canal Will Stevens                     | Gibson GK428 4.2L V8             | G    | 362     | +9 vueltas            |
| 9       | LMP2       | 23  | United Autosports         | Wayne Boyd Alex Lynn Paul di Resta                        | Oreca 07                         | G    | 361     | +10 vueltas           |
| 9       | LMP2       | 23  | United Autosports         | Wayne Boyd Alex Lynn Paul di Resta                        | Gibson GK428 4.2L V8             | G    | 361     | +10 vueltas           |
| 10      | LMP2       | 34  | Inter Europol Competition | Alex Brundle Jakub Śmiechowski Renger van der Zande       | Oreca 07                         | G    | 360     | +11 vueltas           |
| 10      | LMP2       | 34  | Inter Europol Competition | Alex Brundle Jakub Śmiechowski Renger van der Zande       | Gibson GK428 4.2L V8             | G    | 360     | +11 vueltas           |
| 11      | LMP2       | 48  | IDEC Sport                | Paul-Loup Chatin Paul Lafargue Patrick Pilet              | Oreca 07                         | G    | 359     | +12 vueltas           |
| 11      | LMP2       | 48  | IDEC Sport                | Paul-Loup Chatin Paul Lafargue Patrick Pilet              | Gibson GK428 4.2L V8             | G    | 359     | +12 vueltas           |
| 12      | LMP2       | 26  | G-Drive Racing            | Franco Colapinto Roman Rusinov Nyck de Vries              | Aurus 01                         | G    | 358     | +13 vueltas           |
| 12      | LMP2       | 26  | G-Drive Racing            | Franco Colapinto Roman Rusinov Nyck de Vries              | Gibson GK428 4.2L V8             | G    | 358     | +13 vueltas           |
| 13      | LMP2       | 38  | Jota                      | António Félix da Costa Anthony Davidson Roberto González  | Oreca 07                         | G    | 358     | +13 vueltas           |
| 13      | LMP2       | 38  | Jota                      | António Félix da Costa Anthony Davidson Roberto González  | Gibson GK428 4.2L V8             | G    | 358     | +13 vueltas           |
| 14      | LMP2       | 30  | Duqueine Team             | René Binder Tristan Gommendy Memo Rojas                   | Oreca 07                         | G    | 357     | +14 vueltas           |
| 14      | LMP2       | 30  | Duqueine Team             | René Binder Tristan Gommendy Memo Rojas                   | Gibson GK428 4.2L V8             | G    | 357     | +14 vueltas           |
| 15      | LMP2'      | 21  | DragonSpeed USA           | Henrik Hedman Ben Hanley Juan Pablo Montoya               | Oreca 07                         | G    | 356     | +15 vueltas           |
| 15      | LMP2'      | 21  | DragonSpeed USA           | Henrik Hedman Ben Hanley Juan Pablo Montoya               | Gibson GK428 4.2L V8             | G    | 356     | +15 vueltas           |
| 16      | LMP2       | 29  | Racing Team Nederland     | Frits van Eerd Giedo van der Garde Job van Uitert         | Oreca 07                         | G    | 356     | +15 vueltas           |
| 16      | LMP2       | 29  | Racing Team Nederland     | Frits van Eerd Giedo van der Garde Job van Uitert         | Gibson GK428 4.2L V8             | G    | 356     | +15 vueltas           |
| 17      | LMP2       | 70  | Realteam Racing           | Loïc Duval Esteban Garcia Norman Nato                     | Oreca 07                         | G    | 356     | +15 vueltas           |
| 17      | LMP2       | 70  | Realteam Racing           | Loïc Duval Esteban Garcia Norman Nato                     | Gibson GK428 4.2L V8             | G    | 356     | +15 vueltas           |
| 18      | LMP2       | 20  | High Class Racing         | Dennis Andersen Marco Sørensen Ricky Taylor               | Oreca 07                         | G    | 353     | +18 vueltas           |
| 18      | LMP2       | 20  | High Class Racing         | Dennis Andersen Marco Sørensen Ricky Taylor               | Gibson GK428 4.2L V8             | G    | 353     | +18 vueltas           |
| 19      | LMP2       | 39  | SO24-DIROB by Graff       | Vincent Capillaire Arnold Robin Maxime Robin              | Oreca 07                         | G    | 352     | +19 vueltas           |
| 19      | LMP2       | 39  | SO24-DIROB by Graff       | Vincent Capillaire Arnold Robin Maxime Robin              | Gibson GK428 4.2L V8             | G    | 352     | +19 vueltas           |
| 20      | GTE Pro    | 51  | AF Corse                  | James Calado Alessandro Pier Guidi Côme Ledogar           | Ferrari 488 GTE Evo              | M    | 345     | +26 vueltas           |
| 20      | GTE Pro    | 51  | AF Corse                  | James Calado Alessandro Pier Guidi Côme Ledogar           | Ferrari F154CB 3.9L V8 Turbo     | M    | 345     | +26 vueltas           |
| 21      | GTE Pro    | 63  | Corvette Racing           | Nicky Catsburg Antonio García Jordan Taylor               | Chevrolet Corvette C8.R          | M    | 345     | +26 vueltas           |
| 21      | GTE Pro    | 63  | Corvette Racing           | Nicky Catsburg Antonio García Jordan Taylor               | Chevrolet LT5.5 5.5L V8          | M    | 345     | +26 vueltas           |
| 22      | GTE Pro    | 92  | Porsche GT Team           | Michael Christensen Kévin Estre Neel Jani                 | Porsche 911 RSR-19               | M    | 344     | +27 vueltas           |
| 22      | GTE Pro    | 92  | Porsche GT Team           | Michael Christensen Kévin Estre Neel Jani                 | Porsche 4.2L Flat-6              | M    | 344     | +27 vueltas           |
| 23      | GTE Pro    | 91  | Porsche GT Team           | Gianmaria Bruni Richard Lietz Frédéric Makowiecki         | Porsche 911 RSR-19               | M    | 343     | +28 vueltas           |
| 23      | GTE Pro    | 91  | Porsche GT Team           | Gianmaria Bruni Richard Lietz Frédéric Makowiecki         | Porsche 4.2L Flat-6              | M    | 343     | +28 vueltas           |
| 24      | LMP2       | 44  | ARC Bratislava            | Matej Konôpka Miroslav Konôpka Oliver Webb                | Oreca 07                         | G    | 342     | +29 vueltas           |
| 24      | LMP2       | 44  | ARC Bratislava            | Matej Konôpka Miroslav Konôpka Oliver Webb                | Gibson GK428 4.2L V8             | G    | 342     | +29 vueltas           |
| 25      | GTE Am     | 83  | AF Corse                  | Nicklas Nielsen François Perrodo Alessio Rovera           | Ferrari 488 GTE Evo              | M    | 340     | +31 vueltas           |
| 25      | GTE Am     | 83  | AF Corse                  | Nicklas Nielsen François Perrodo Alessio Rovera           | Ferrari F154CB 3.9L V8 Turbo     | M    | 340     | +31 vueltas           |
| 26      | GTE Am     | 33  | TF Sport                  | Felipe Fraga Ben Keating Dylan Pereira                    | Aston Martin Vantage AMR         | M    | 339     | +32 vueltas           |
| 26      | GTE Am     | 33  | TF Sport                  | Felipe Fraga Ben Keating Dylan Pereira                    | Aston Martin 4.5L V8 Turbo       | M    | 339     | +32 vueltas           |
| 27      | GTE Am     | 80  | Iron Lynx                 | Matteo Cressoni Callum Ilott Rino Mastronardi             | Ferrari 488 GTE Evo              | M    | 338     | +33 vueltas           |
| 27      | GTE Am     | 80  | Iron Lynx                 | Matteo Cressoni Callum Ilott Rino Mastronardi             | Ferrari F154CB 3.9L V8 Turbo     | M    | 338     | +33 vueltas           |
| 28      | LMP2       | 74  | Racing Team India Eurasia | Tom Cloet John Corbett James Winslow                      | Ligier JS P217                   | G    | 338     | +33 vueltas           |
| 28      | LMP2       | 74  | Racing Team India Eurasia | Tom Cloet John Corbett James Winslow                      | Gibson GK428 4.2L V8             | G    | 338     | +33 vueltas           |
| 29      | LMP2       | 49  | High Class Racing         | Anders Fjordbach Jan Magnussen Kevin Magnussen            | Oreca 07                         | G    | 336     | +35 vueltas           |
| 29      | LMP2       | 49  | High Class Racing         | Anders Fjordbach Jan Magnussen Kevin Magnussen            | Gibson GK428 4.2L V8             | G    | 336     | +35 vueltas           |
| 30      | GTE Am     | 60  | Iron Lynx                 | Raffaele Giammaria Paolo Ruberti Claudio Schiavoni        | Ferrari 488 GTE Evo              | M    | 335     | +36 vueltas           |
| 30      | GTE Am     | 60  | Iron Lynx                 | Raffaele Giammaria Paolo Ruberti Claudio Schiavoni        | Ferrari F154CB 3.9L V8 Turbo     | M    | 335     | +36 vueltas           |
| 31      | GTE Am     | 77  | Dempsey-Proton Racing     | Matt Campbell Jaxon Evans Christian Ried                  | Porsche 911 RSR-19               | M    | 335     | +36 vueltas           |
| 31      | GTE Am     | 77  | Dempsey-Proton Racing     | Matt Campbell Jaxon Evans Christian Ried                  | Porsche 4.2L Flat-6              | M    | 335     | +36 vueltas           |
| 32      | Innovative | 84  | Association SRT41         | Takuma Aoki Nigel Bailly Matthieu Lahaye                  | Oreca 07                         | G    | 334     | +37 vueltas           |
| 32      | Innovative | 84  | Association SRT41         | Takuma Aoki Nigel Bailly Matthieu Lahaye                  | Gibson GK428 4.2L V8             | G    | 334     | +37 vueltas           |
| 33      | GTE Am     | 777 | D'station Racing          | Tomonobu Fujii Satoshi Hoshino Andrew Watson              | Aston Martin Vantage AMR         | M    | 333     | +38 vueltas           |
| 33      | GTE Am     | 777 | D'station Racing          | Tomonobu Fujii Satoshi Hoshino Andrew Watson              | Aston Martin 4.5L V8 Turbo       | M    | 333     | +38 vueltas           |
| 34      | GTE Am     | 18  | Absolute Racing           | Andrew Haryanto Alessio Picariello Marco Seefried         | Porsche 911 RSR-19               | M    | 332     | +39 vueltas           |
| 34      | GTE Am     | 18  | Absolute Racing           | Andrew Haryanto Alessio Picariello Marco Seefried         | Porsche 4.2L Flat-6              | M    | 332     | +39 vueltas           |
| 35      | GTE Am     | 95  | TF Sport                  | Ross Gunn Oliver Hancock John Hartshorne                  | Aston Martin Vantage AMR         | M    | 332     | +39 vueltas           |
| 35      | GTE Am     | 95  | TF Sport                  | Ross Gunn Oliver Hancock John Hartshorne                  | Aston Martin 4.5L V8 Turbo       | M    | 332     | +39 vueltas           |
| 36      | GTE Am     | 85  | Iron Lynx                 | Sarah Bovy Rahel Frey Michelle Gatting                    | Ferrari 488 GTE Evo              | M    | 332     | +39 vueltas           |
| 36      | GTE Am     | 85  | Iron Lynx                 | Sarah Bovy Rahel Frey Michelle Gatting                    | Ferrari F154CB 3.9L V8 Turbo     | M    | 332     | +39 vueltas           |
| 37      | GTE Pro    | 52  | AF Corse                  | Sam Bird Miguel Molina Daniel Serra                       | Ferrari 488 GTE Evo              | M    | 331     | +40 vueltas           |
| 37      | GTE Pro    | 52  | AF Corse                  | Sam Bird Miguel Molina Daniel Serra                       | Ferrari F154CB 3.9L V8 Turbo     | M    | 331     | +40 vueltas           |
| 38      | GTE Am     | 69  | Herberth Motorsport       | Ralf Bohn Rolf Ineichen Robert Renauer                    | Porsche 911 RSR-19               | M    | 330     | +41 vueltas           |
| 38      | GTE Am     | 69  | Herberth Motorsport       | Ralf Bohn Rolf Ineichen Robert Renauer                    | Porsche 4.2L Flat-6              | M    | 330     | +41 vueltas           |
| 39      | GTE Am     | 54  | AF Corse                  | Francesco Castellacci Giancarlo Fisichella Thomas Flohr   | Ferrari 488 GTE Evo              | M    | 329     | +42 vueltas           |
| 39      | GTE Am     | 54  | AF Corse                  | Francesco Castellacci Giancarlo Fisichella Thomas Flohr   | Ferrari F154CB 3.9L V8 Turbo     | M    | 329     | +42 vueltas           |
| 40      | LMP2       | 22  | United Autosports USA     | Filipe Albuquerque Philip Hanson Fabio Scherer            | Oreca 07                         | G    | 328     | +43 vueltas           |
| 40      | LMP2       | 22  | United Autosports USA     | Filipe Albuquerque Philip Hanson Fabio Scherer            | Gibson GK428 4.2L V8             | G    | 328     | +43 vueltas           |
| 41      | GTE Am     | 71  | Inception Racing          | Ben Barnicoat Brendan Iribe Ollie Millroy                 | Ferrari 488 GTE Evo              | M    | 327     | +44 vueltas           |
| 41      | GTE Am     | 71  | Inception Racing          | Ben Barnicoat Brendan Iribe Ollie Millroy                 | Ferrari F154CB 3.9L V8 Turbo     | M    | 327     | +44 vueltas           |
| 42      | GTE Am     | 88  | Dempsey-Proton Racing     | Julien Andlauer Lance David Arnold Dominique Bastien      | Porsche 911 RSR-19               | M    | 327     | +44 vueltas           |
| 42      | GTE Am     | 88  | Dempsey-Proton Racing     | Julien Andlauer Lance David Arnold Dominique Bastien      | Porsche 4.2L Flat-6              | M    | 327     | +44 vueltas           |
| 43      | GTE Am     | 86  | GR Racing                 | Ben Barker Tom Gamble Michael Wainwright                  | Porsche 911 RSR-19               | M    | 322     | +49 vueltas           |
| 43      | GTE Am     | 86  | GR Racing                 | Ben Barker Tom Gamble Michael Wainwright                  | Porsche 4.2L Flat-6              | M    | 322     | +49 vueltas           |
| 44      | GTE Pro    | 64  | Corvette Racing           | Tommy Milner Alexander Sims Nick Tandy                    | Chevrolet Corvette C8.R          | M    | 313     | +58 vueltas           |
| 44      | GTE Pro    | 64  | Corvette Racing           | Tommy Milner Alexander Sims Nick Tandy                    | Chevrolet LT5.5 5.5L V8          | M    | 313     | +58 vueltas           |
| NC      | LMP2       | 41  | Team WRT                  | Louis Delétraz Robert Kubica Yifei Ye                     | Oreca 07                         | G    | 362     | Sensor de aceleración |
| NC      | LMP2       | 41  | Team WRT                  | Louis Delétraz Robert Kubica Yifei Ye                     | Gibson GK428 4.2L V8             | G    | 362     | Sensor de aceleración |
| DNF     | LMP2       | 82  | Risi Competizione         | Ryan Cullen Oliver Jarvis Felipe Nasr                     | Oreca 07                         | G    | 275     | Motor                 |
| DNF     | LMP2       | 82  | Risi Competizione         | Ryan Cullen Oliver Jarvis Felipe Nasr                     | Gibson GK428 4.2L V8             | G    | 275     | Motor                 |
| DNF     | GTE Am     | 388 | Rinaldi Racing            | Jeroen Bleekemolen Pierre Ehret Christian Hook            | Ferrari 488 GTE Evo              | M    | 271     |                       |
| DNF     | GTE Am     | 388 | Rinaldi Racing            | Jeroen Bleekemolen Pierre Ehret Christian Hook            | Ferrari F154CB 3.9L V8 Turbo     | M    | 271     |                       |
| DNF     | LMP2       | 24  | PR1 Motorsports Mathiasen | Gabriel Aubry Patrick Kelly Simon Trummer                 | Oreca 07                         | G    | 261     |                       |
| DNF     | LMP2       | 24  | PR1 Motorsports Mathiasen | Gabriel Aubry Patrick Kelly Simon Trummer                 | Gibson GK428 4.2L V8             | G    | 261     |                       |
| DNF     | GTE Pro    | 72  | HubAuto Racing            | Maxime Martin Álvaro Parente Dries Vanthoor               | Porsche 911 RSR-19               | M    | 227     |                       |
| DNF     | GTE Pro    | 72  | HubAuto Racing            | Maxime Martin Álvaro Parente Dries Vanthoor               | Porsche 4.2L Flat-6              | M    | 227     |                       |
| DNF     | GTE Pro    | 79  | WeatherTech Racing        | Earl Bamber Cooper MacNeil Laurens Vanthoor               | Porsche 911 RSR-19               | M    | 139     | Daños de choque       |
| DNF     | GTE Pro    | 79  | WeatherTech Racing        | Earl Bamber Cooper MacNeil Laurens Vanthoor               | Porsche 4.2L Flat-6              | M    | 139     | Daños de choque       |
| DNF     | GTE Am     | 46  | Team Project 1            | Anders Buchardt Robby Foley Dennis Olsen                  | Porsche 911 RSR-19               | M    | 138     |                       |
| DNF     | GTE Am     | 46  | Team Project 1            | Anders Buchardt Robby Foley Dennis Olsen                  | Porsche 4.2L Flat-6              | M    | 138     |                       |
| DNF     | GTE Am     | 57  | Kessel Racing             | Scott Andrews Mikkel Jensen Takeshi Kimura                | Ferrari 488 GTE Evo              | M    | 128     |                       |
| DNF     | GTE Am     | 57  | Kessel Racing             | Scott Andrews Mikkel Jensen Takeshi Kimura                | Ferrari F154CB 3.9L V8 Turbo     | M    | 128     |                       |
| DNF     | GTE Am     | 66  | JMW Motorsport            | Jody Fannin Thomas Neubauer Rodrigo Sales                 | Ferrari 488 GTE Evo              | M    | 117     |                       |
| DNF     | GTE Am     | 66  | JMW Motorsport            | Jody Fannin Thomas Neubauer Rodrigo Sales                 | Ferrari F154CB 3.9L V8 Turbo     | M    | 117     |                       |
| DNF     | GTE Am     | 55  | Spirit of Race            | Duncan Cameron Matthew Griffin David Perel                | Ferrari 488 GTE Evo              | M    | 109     | Choque                |
| DNF     | GTE Am     | 55  | Spirit of Race            | Duncan Cameron Matthew Griffin David Perel                | Ferrari F154CB 3.9L V8 Turbo     | M    | 109     | Choque                |
| DNF     | LMP2       | 25  | G-Drive Racing            | Rui Andrade John Falb Roberto Merhi                       | Aurus 01                         | G    | 108     | Accidente             |
| DNF     | LMP2       | 25  | G-Drive Racing            | Rui Andrade John Falb Roberto Merhi                       | Gibson GK428 4.2L V8             | G    | 108     | Accidente             |
| DNF     | GTE Am     | 47  | Cetilar Racing            | Antonio Fuoco Roberto Lacorte Giorgio Sernagiotto         | Ferrari 488 GTE Evo              | M    | 90      | Accidente             |
| DNF     | GTE Am     | 47  | Cetilar Racing            | Antonio Fuoco Roberto Lacorte Giorgio Sernagiotto         | Ferrari F154CB 3.9L V8 Turbo     | M    | 90      | Accidente             |
| DNF     | GTE Am     | 56  | Team Project 1            | Matteo Cairoli Riccardo Pera Egidio Perfetti              | Porsche 911 RSR-19               | M    | 84      | Choque                |
| DNF     | GTE Am     | 56  | Team Project 1            | Matteo Cairoli Riccardo Pera Egidio Perfetti              | Porsche 4.2L Flat-6              | M    | 84      | Choque                |
| DNF     | LMP2       | 32  | United Autosports         | Jonathan Aberdein Nico Jamin Manuel Maldonado             | Oreca 07                         | G    | 75      | Colisión              |
| DNF     | LMP2       | 32  | United Autosports         | Jonathan Aberdein Nico Jamin Manuel Maldonado             | Gibson GK428 4.2L V8             | G    | 75      | Colisión              |
| DNF     | LMP2       | 1   | Richard Mille Racing Team | Tatiana Calderón Sophia Flörsch Beitske Visser            | Oreca 07                         | G    | 74      | Colisión              |
| DNF     | LMP2       | 1   | Richard Mille Racing Team | Tatiana Calderón Sophia Flörsch Beitske Visser            | Gibson GK428 4.2L V8             | G    | 74      | Colisión              |
| DNF     | GTE Am     | 99  | Proton Competition        | Vutthikorn Inthraphuvasak Florian Latorre Harry Tincknell | Porsche 911 RSR-19               | M    | 66      |                       |
| DNF     | GTE Am     | 99  | Proton Competition        | Vutthikorn Inthraphuvasak Florian Latorre Harry Tincknell | Porsche 4.2L Flat-6              | M    | 66      |                       |
| DNF     | GTE Am     | 98  | Aston Martin Racing       | Marcos Gomes Paul Dalla Lana Nicki Thiim                  | Aston Martin Vantage AMR         | M    | 45      | Accidente             |
| DNF     | GTE Am     | 98  | Aston Martin Racing       | Marcos Gomes Paul Dalla Lana Nicki Thiim                  | Aston Martin 4.5L V8 Turbo       | M    | 45      | Accidente             |
| WD      | LMP2       | 17  | IDEC Sport                | Ryan Dalziel Thomas Laurent Dwight Merriman               | Oreca 07                         | G    | 0       | Retirado              |
| WD      | LMP2       | 17  | IDEC Sport                | Ryan Dalziel Thomas Laurent Dwight Merriman               | Gibson GK428 4.2L V8             | G    | 0       | Retirado              |
| Fuente: |            |     |                           |                                                           |                                  |      |         |                       |

### Citas
1. ↑  Cavers, Rachel (4 de marzo de 2021). «The 24 Hours of Le Mans postponed to 21–22 August 2021». Campeonato Mundial de Resistencia de la FIA (en inglés). Consultado el 19 de julio de 2021.
2. ↑  Watkins, Gary (5 de diciembre de 2019). «WEC reveals new top class name for hypercar future». Motorsport.com (en inglés). Motorsport Network. Consultado el 7 de agosto de 2021.
3. ↑  Lillo, Sergio (22 de agosto de 2021). «Victoria de José María López en Le Mans en doblete de Toyota». lat.motorsport.com. Motorsport Network. Consultado el 22 de agosto de 2021.
4. 1 2  «PROVISIONAL ENTRY LIST : 20.07.2021» (PDF). Automobile Club de l'Ouest (en inglés). Consultado el 21 de julio de 2021.
5. ↑  «Le Mans 24 Hours News Notebook – New Liveries, New Car, New Drivers – And More». DailySportsCar.com (en inglés). 7 de agosto de 2021. Consultado el 7 de agosto de 2021.
6. ↑  «Mathieu Lahaye Replaces Injured Francois Heriau In SRT41 Oreca». DailySportsCar.com (en inglés). 12 de agosto de 2021. Consultado el 13 de agosto de 2021.
7. ↑  «Tincknell Confirmed In Changed #99 Proton Line-Up». DailySportsCar.com (en inglés). 12 de agosto de 2021. Consultado el 13 de agosto de 2021.
8. ↑  Lloyd, Daniel (13 de agosto de 2021). «Rigon Ruled Out of Le Mans; Bird Expected to Join Ferrari Crew». SportsCar365.com (en inglés). Consultado el 13 de agosto de 2021.
9. ↑  Dagys, John (17 de agosto de 2021). «Laurent Replaces Tilley in IDEC Sport Oreca». SportsCar365.com (en inglés). Consultado el 17 de agosto de 2021.
10. ↑  «FIA WEC 89° Edition des 24 Heures du Mans Qualifying – after Hyperpole» (PDF). Campeonato Mundial de Resistencia de la FIA (en inglés). 19 de agosto de 2021. Consultado el 20 de agosto de 2021.
11. ↑  «2021 Le Mans results - FIA World Endurance Championship». www.fiawec.com. Consultado el 24 de agosto de 2021.
12. ↑  «2021 World Endurance Championship 24 Hours of Le Mans | Motorsport Stats». results.motorsportstats.com. Consultado el 24 de agosto de 2021.

- Datos: Q100328187
- Multimedia: 2021 24 Hours of Le Mans / Q100328187